# HD97313
HD97313 — хімічно пекулярна зоря спектрального класу A2, що має видиму зоряну величину в смузі V приблизно  7,9.
Вона  розташована на відстані близько 689,5 світлових років від Сонця.